# Kollektíva (film)
A Kollektíva (Colectiv) 2019-ben bemutatott román-luxemburgi dokumentumfilm, amelyet Alexander Nanau rendezett. A Gazeta Sporturilor néhány újságírójának nyomozását követi a román egészségügyi rendszer korrupciójáról, amelyet a bukaresti Colectiv klub katasztrófája kapcsán tártak fel. 
Világpremierje 2019. szeptember 4-én volt a Velencei Nemzetközi Filmfesztiválon, két nappal később sikerrel szerepelt a Totontói Nemzetközi Filmfesztiválon, szeptember végén pedig elnyerte a legjobb nemzetközi dokumentumfilmnek járó Aranyszem-díjat a Zürichi Filmfesztiválon. Magyarországon először a 16. Verzió Nemzetközi Filmfesztivál nyitófilmjeként vetítették 2019. november 12-én a Trafóban.
Az alkotást Románia nevezte a 2021-es Oscar-díjra a legjobb dokumentumfilm, valamint a legjobb nemzetközi játékfilm kategóriában. Mindkét kategóriában jelölték. 2021-ben elnyerte az Európai Filmakadémia és az Európai Parlament közösen alapított LUX – a legjobb filmnek járó európai közönségdíját.

## Tartalmi összefoglaló
2015 októberében tűz pusztított a bukaresti Colectiv klubban. A tragédiának 27 halottja és 180 sebesültje volt. Néhány héten belül további 37 személy halt meg a kórházakban olyan sebek elfertőződése miatt, amelyek nem voltak életveszélyesek. Végül egy orvos információi alapján oknyomozó újságírók jártak utána az ügynek. Nyomozásuk megdöbbentő eredménnyel zárult: hatalmas egészségügyi csalássorozatot elkövető kiterjedt korrupciós hálózat feltárásához vezetett. Kiderült, a román kórházakban valóságos biológiai bomba ketyegett: a műtők ezreiben használt többszörösen hígított fertőtlenítőszer gyakorlatilag közönséges víz volt... 
A Colectiv-tragédia, a Hexi Pharma-botrány és a kórházi fertőzések egymásba fonódó történeteit és az érintetteket követve az illúziókkal leszámoló Kollektíva az oknyomozó újságírás hatását és következményeit vizsgálja. Azokra az újságírókra fókuszál, akiknek a tűzzel kapcsolatos vizsgálódása feltárta az egészségügyi szektorban burjánzó korrupciót. Az alkotás mindemellett betekintést enged az 1989-es forradalom utáni román politikai rendszer működésébe is.

## Szereplők
- Cătălin Tolontan – oknyomozó újságíró
- Mirela Neag – oknyomozó újságíró
- Răzvan Luțac – oknyomozó újságíró
- Tedy Ursuleanu – a tragédia egyik túlélője
- Vlad Voiculescu – egészségügyi miniszter

## Fontosabb díjak és jelölések
- Európai Filmdíj
  - 2020 díj: legjobb dokumentumfilm
  - 2021 díj: LUX – a legjobb filmnek járó európai közönségdíj[3]
- Oscar-díj
  - 2021 jelölés: legjobb dokumentumfilm
  - 2021 jelölés: legjobb nemzetközi játékfilm
- Független Szellem-díj
  - 2021 jelölés: legjobb dokumentumfilm
- Satellite-díj
  - 2021 díj: legjobb dokumentumfilm
  - 2021 jelölés: legjobb nem fikciós film
- Filmkritikusok Nemzeti Társaságának díja (USA) 
  - 2021 díj: legjobb idegen nyelvű film
- További díjak
  - 2019 díj: Zürichi Filmfesztivál – Aranyszem-díj a legjobb nemzetközi dokumentumfilmnek
  - 2019 díj: Torontói Filmkritikusok Szövetségének díja – a legjobb dokumentumfilm
  - 2019 díj: Zürich-i Nemzetközi Filmfesztivál – legjobb nemzetközi dokumentumfilm
  - 2019 díj: Montpellier-i Mediterrán Filmfesztivál – Ulysses-díj a legjobb dokumentumfilmnek
  - 2020 díj: Bostoni Filmkritikusok Szövetségének díja – legjobb dokumentumfilm
  - 2020 díj: Luxemburg Városi Filmfesztivál – legjobb dokumentumfilm
  - 2020 díj: Dokufest Nemzetközi Dokumentum- és Rövidfilmfesztivál – Igazság-díj
  - 2020 díj: Les Arcs-i Európai Filmfesztivál – legjobb operatőri munka
  - 2020 díj: Los Angeles-i Filmkritikusok Szövetségének díja – a legjobb nem fikciós dokumentumfilm
  - 2020 díj: „One World” - Emberi Jogok Nemzetközi Dokumentumfilm Fesztivál – a zsűri nagydíja
  - 2021 díj: Londoni Kritikusok Körének díja – legjobb dokumentumfilm
  - 2021 díj: San Francisco-öböl Környéki Filmkritikusok Körének díja – legjobb dokumentumfilm
  - 2021 jelölés: Broadcast Filmkritikusok Egyesületének díja – legjobb idegen nyelvű film